# Cantuaria lomasi
Cantuaria lomasi är en spindelart som beskrevs av Forster 1968. Cantuaria lomasi ingår i släktet Cantuaria och familjen Idiopidae. Inga underarter finns listade.